# Believer (gruppo musicale)
I Believer sono un gruppo musicale heavy metal statunitense attivo soprattutto tra la fine degli anni '80 e i primi anni '90. Il loro sound è un ibrido tra Thrash e progressive metal mentre, per via delle tematiche trattate specialmente nei primi album, rientrano nel filone del Christian metal.

## Storia
I due principali membri della band erano il cantante/chitarrista/bassista Kurt Bachman e il batterista Joey Daub, ai quali si aggiunsero altri elementi dopo il loro debut album 1989, Extractions from Mortality. I Believer si sciolsero nel 1994; tuttavia nel marzo 2005, Daub ha annunciato che lui e Bachman erano in attesa di ricostituire la band e stavano pianificando di pubblicazione un nuovo album entro il tardo 2006 e i primi del 2007.
Nel 2009 è uscito per Metal Blade Records il quarto album del gruppo, Gabriel.
Nel 2011 è stata la volta di Transhuman.

## Discografia
- 1989 - Extraction from Mortality
- 1990 - Sanity Obscure
- 1993 - Dimensions
- 2009 - Gabriel
- 2011 - Transhuman